# 増井俊之
増井 俊之（ますい としゆき、1959年7月11日 - ）は、日本の情報工学者、ユーザインタフェース研究者。

## 概要
灘中学校・高等学校、東京大学工学部電子工学科卒業。1984年東京大学大学院工学系研究科電子工学専門課程修士課程修了、工学博士。2009年より慶應義塾大学環境情報学部教授。
長年にわたって情報検索・テキスト入力・情報視覚化・実世界指向インタフェース・予測インタフェース・認証技術など、人間をサポートするコンピュータ技術の研究開発を行ない、論文/著書/雑誌記事/ブログなどで発表している。ソニーコンピュータサイエンス研究所に勤務時、予測型日本語入力システム「POBox」を発明してソニーで商品化を行ない、同手法は携帯電話の日本語入力手法のデファクトスタンダードとなった。
2006年、Steve Jobsに招かれてAppleに入社し、iPhoneの日本語入力システム(フリック入力)を開発した。
画像キャプチャ/アップロードシステム「Gyazo」、Web上の情報整理/共有システム「Scrapbox」、ヘルプ支援システム「Helpfeel」を開発し、Nota株式会社 のCTOとして運用中。書籍情報共有サービス「本棚.org」、パスワード管理システム「EpisoPass」を運用中。

## 略歴
- 1959年 兵庫県西宮市に生まれる
- 1978年 私立灘高等学校卒業
- 1982年 東京大学工学部電子工学科卒業
- 1984年 東京大学大学院工学系研究科電子工学専攻 修士課程修了
- 1984年4月 - 1986年3月 富士通株式会社 半導体事業部
- 1986年4月 - 1995年12月 シャープ株式会社
- 1989年9月 - 1991年8月 カーネギーメロン大学 訪問研究員
- 1996年1月 - 2003年3月 ソニーコンピュータサイエンス研究所
- 1997年11月 東京大学 工学博士  「予測/例示インタフェースシステムの研究 」[4]
- 2002年 - 2004年 情報処理学会 ヒューマンインタフェース研究会 主査
- 2002年 - 2003年 日本ソフトウェア科学会 インタラクティブシステムとソフトウェア研究会 主査
- 2003年4月 - 2006年9月 産業技術総合研究所 情報処理研究部門 主任研究員
- 2003年 - 2004年 情報処理学会 理事
- 2003年 - 2004年 IPA 未踏プロジェクト プロジェクトマネージャー
- 2003年 - 2006年 ヒューマンインタフェース学会 理事
- 2006年10月 - 2008年8月 米Apple Inc.
- 2008年9月 - 2009年3月 慶應義塾大学 SFC研究所 上席研究員
- 2009年4月 - 慶應義塾大学 環境情報学部 教授 （兼 政策・メディア研究科委員）
- 2010年 - 2012年 IPA 未踏ユース プロジェクトマネージャー
- 2014年11月 - Nota株式会社 (Gyazo, Scrapbox, Helpfeel運営元) CTO[5][6]
- 2015年 ケンブリッジ大学 コンピュータサイエンス学部 訪問研究員[7]
- 2018年 - 江副記念リクルート財団 学術部門 助成事業 選考委員[8]
- 2023年 - 放送大学 客員教授

## 著書
- 『ヒューマンインタフェース』(放送大学教材) ISBN 4595324162 2023年 (共著)
- 『ITと数学』 (技術評論社) ISBN 4297120666 2021年 (共著)
- 『スマホに満足してますか？～ユーザインタフェースの心理学～』(光文社新書) ISBN 433403845X 2015年
- 『NHK ITホワイトボックス 世界一やさしいネット力養成講座 パソコンとケータイ 頭のいい人たちが考えたすごい!「仕組み」』 ISBN 4062172631 2011年 (共著)
- 『ビューティフルビジュアライゼーション』 (オライリー・ジャパン) ISBN 4873115043 2011年 (監訳)
- 『Androidアプリケーション開発ガイド ―HTML＋CSS＋JavaScriptによる開発手法』 (オライリー・ジャパン) ISBN 4873114861 2011年 (監訳)
- 『iPhoneアプリケーション開発ガイド ―HTML+CSS+JavaScript による開発手法』 (オライリー・ジャパン) ISBN 4873114616 2010年 (監訳)
- 『ビジュアライジング・データ - Processingによる情報視覚化手法』 (オライリー・ジャパン) ISBN 1558606882 2008年(監訳)
- 『インタフェースの街角-本当に使いやすいユーザー・インターフェイスの極意』 (UNIX MAGAZINE COLLECTION) ISBN 4756146627 2005年
- 『Your Wish is My Command: Programming By Example』 ISBN 1558606882 2001年 (共著)
- 『遺伝的アルゴリズム〈2〉』(産業図書) ISBN 4782851413 1995年 (共著)
- 『Perl書法』(ASCII SOFTWARE SCIENCE Language) ISBN 4756102816 1993年
- 『遺伝的アルゴリズム』(産業図書) ISBN 4782851367 1993年 (共著)
- 『Languages for Developing User Interfaces』 ISBN 0867204508 1992年 (共著)

## 受賞
- 1997年 情報処理学会 山内奨励賞 (なめらかなユーザインタフェース)[9]
- 2001年 ソニー株式会社 「大吟醸賞」(社長賞)[10]
- 2004年 情報処理学会 山下記念賞 (近傍関係を活用した情報検索)[11]
- 2005年 第4回ドコモ・モバイル・サイエンス賞 先端技術部門 優秀賞[12][13]
- 2012年 Android Application Award 2012 アプリ/Webサービス部門 優秀賞 (GoldFish)[14]
- 2021年 情報処理学会 フェロー (コンピュータのユーザインタフェースに関わる幅広い研究及び実用化)[15]
- 2021年 日本ソフトウェア科学会 基礎研究賞 (ユーザインタフェースシステムおよび予測型日本語入力システムに関する研究)[16]
- 2021年 グッドデザイン賞 (Helpfeel)[17]
- 2022年度 ソフトウェアジャパンアワード (Helpfeel社の貢献)[18]

## その他
- 「GUIソフトウェアの開発においては、プログラマはコンピュータの実行効率よりも、ユーザーの使い勝手や開発者のデバッグの容易さを重視すべき」とする富豪的プログラミングを提唱 (1997)[19][20]
- ユーザインタフェースの研究者が議論を行なうためのワークショップ「WISS」(Workshop on Interactive Systems and Software)を設立 (1993)
- 『ITの発明おじさん』と呼ばれている[21]
- 壁や机の上でパソコンと同じようなGUI操作を可能にする実世界GUIを提案[22][23]
- 簡易音楽記述言語(MML)で利用される「ストトン表記」を提唱[24][25]
- 進歩の止まったコンピュータUIへの疑問を提起[26]
- 「ピッツバーグ便利帳」を作成 (1991)[27]